# Sonny Colbrelli
Sonny Colbrelli (Desenzano del Garda, Brescia, 17 de maig de 1990) fou un ciclista italià, professional des del 2012 fins al 2022. Després d'un bon paper en les categories inferiors el 2012 fitxà pel Colnago-CSF Inox, de la categoria professional continental. El seu perfil atípic de velocista, però que alhora supera bé les petites cotes li permet brillar en moltes curses, sobretot les clàssiques. Durant la seva carrera destaquen els triomfs a la París-Roubaix, el Campionat d'Europa en ruta, el Campionat d'Itàlia en ruta i el Tour del Benelux, així com diverses curses d'un dia al calendari italià.
Al finalitzar l'sprint de la primera etapa de la Volta a Catalunya 2022 va patir una aturada cardíaca, un fet que el va obligar a implantar-li un desfibril·lador subcutani i anunciar mesos més tard la seva retirada del ciclisme professional.

## Palmarès
- 2008
  - Vencedor d'una etapa al Tour de Pays de Vaud
- 2010
  - 1r al Trofeu Alcide Degasperi
  - 1r al Giro del Canavese
  - 1r al Gran Premi Industria del Cuoio e delle Pelli
- 2014
  - 1r al Giro dels Apenins
  - 1r al Memorial Marco Pantani
  - 1r al Gran Premi de la Indústria i el Comerç de Prato
  - 1r a la Copa Sabatini
  - Vencedor d'una etapa a la Volta a Eslovènia
- 2015
  - 1r al Tour del Llemosí i vencedor d'una etapa
  - 1r al Gran Premi Bruno Beghelli
  - 1r a la Copa d'Itàlia
- 2016
  - 1r al Gran Premi de Lugano
  - 1r a la Copa Agostoni
  - 1r a la Copa Sabatini
  - 1r a les Tres Valls Varesines
  - 1r al Trittico Lombardo
  - Vencedor de 2 etapes al Tour del Llemosí
  - Vencedor d'una etapa al Tour de Poitou-Charentes
- 2017
  - 1r a la Fletxa Brabançona
  - 1r a la Copa Bernocchi
  - Vencedor d'una etapa a la París-Niça
- 2018
  - 1r a la Copa Bernocchi
  - 1r al Giro del Piemont
  - Vencedor d'una etapa al Tour de Dubai
  - Vencedor d'una etapa a la Volta a Suïssa
- 2019
  - 1r al Gran Premi Bruno Beghelli
  - Vencedor d'una etapa al Tour d'Oman
  - Vencedor d'una etapa a la Volta a Alemanya
- 2020
  - Vencedor d'una etapa de la Ruta d'Occitània
- 2021
  -  Campió d'Europa en Ruta
  -  Campió d'Itàlia en ruta
  - 1r a la Copa d'Itàlia
  - 1r a la París-Roubaix
  - 1r al Memorial Marco Pantani
  - 1r al Tour del Benelux i vencedor d'una etapa
  - Vencedor d'una etapa al Tour de Romandia
  - Vencedor d'una etapa al Critèrium del Dauphiné

### Resultats al Giro d'Itàlia
- 2012. 100è de la classificació general
- 2013. 89è de la classificació general
- 2014. 94è de la classificació general
- 2015. 100è de la classificació general
- 2016. 94è de la classificació general

### Resultats al Tour de França
- 2017. 122è de la classificació general
- 2018. 109è de la classificació general
- 2019. 85è de la classificació general
- 2020. 93è de la classificació general
- 2021. 52è de la classificació general